# أرتكوريال

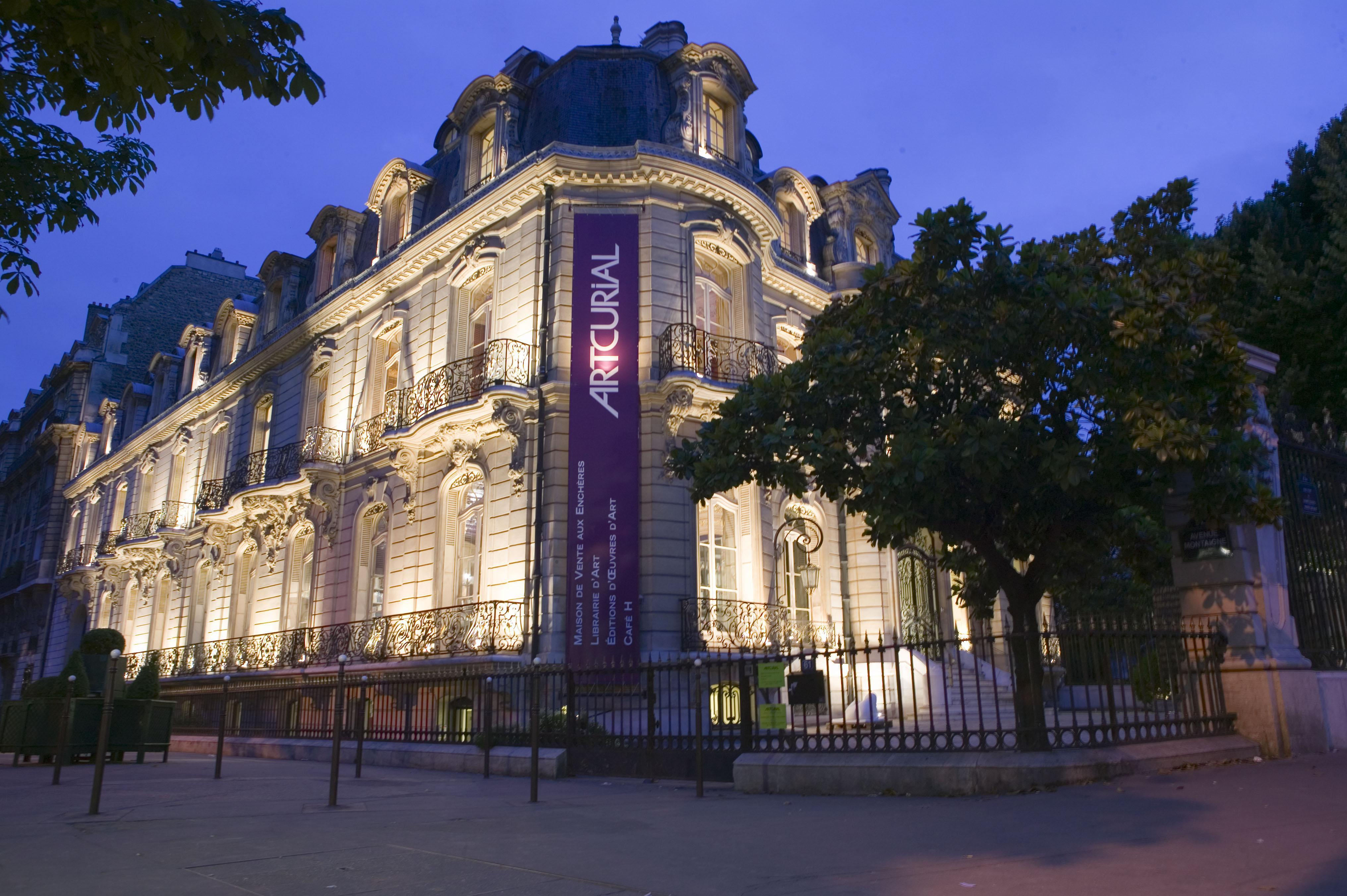
آرتكوريال في فندق مارسيل داسو في باريس

آرتكوريال هي دار مزادات فرنسية يقع مقرها الرئيسي في فندق مارسيل داسو التاريخي في باريس.

## التاريخ
في عام 2001، استحوذ نيكولا أورلوفسكي على معرض آرتكوريال من شركة لوريال. ثم قام بتوظيف المثمنين فرانسيس بريست، هيرفيه بولان، وريمي لو فور، وأسس دار مزادات بنفس الاسم.
تعد آرتكوريال شركة فرعية تابعة لمجموعة داسو. وكان الملياردير المنغاسكي ميشيل باستور أحد المساهمين حتى وفاته في عام 2014.
حتى عام 2014، كانت ثالث أكبر دار مزادات في باريس بعد كريستيز وسوذبيز.
في عام 2022، احتفلت آرتكوريال بمرور 20 عامًا على تأسيسها.
في أبريل 2023، استحوذت آرتكوريال على دار المزادات السويسرية Beurret Bailly Widmer Auktionen. وقد تأسست Beurret Bailly عام 2011 على يد نيكولا بوريه وإيمانويل بايلي، وكانت متخصصة في بيع الفن الحديث والمعاصر.

### مزادات بارزة
في مارس 2023، أُثير الجدل حول مزاد بمليون دولار بعد أن طلب المشتري، باتريك ماثيسن، معلومات عن أصل اللوحة التي اشتراها. اللوحة المعنية هي نرجس للوران دي لا هير (حوالي 1640)، وكانت قد بيعت لأول مرة في مزاد مجهول الهوية في لندن عام 1929.
في أغسطس 2023، بيع حجر ياقوت بورمي طبيعي مقابل 3.3 مليون دولار، ليصبح ثاني أغلى ياقوت يُباع في مزاد. الحجر مثبت في خاتم من الذهب الأصفر عيار 18 قيراطًا، ومحاط بعشر حجارة يتراوح وزن كل منها بين 0.4 و0.5 قيراط.

## جدل
في عام 2012، أثار بيع ختم إمبراطوري صيني في دار آرتكوريال جدلاً واسعًا، رغم احتجاجات من الصين و"جمعية حماية الفن الصيني في أوروبا" (APACE). كان يُعتقد أن الختم قد نُهب من القصر الصيفي القديم في بكين على يد القوات الفرنسية والبريطانية في عام 1860. إلا أن آرتكوريال نفت هذا الأصل، مؤكدةً أن تقييم خبرائها يشير إلى أن الختم لا يعود إلى ذلك القصر.